# Johann August von Berger
Johann August Berger, seit 1717 von Berger (* 27. August 1702 in Wittenberg; † 7. Juli 1770 in Celle), war ein deutscher Jurist.

## Leben
Als jüngster Sohn von Johann Heinrich von Berger studierte Johann August in Halle (Saale) und Leipzig Rechtswissenschaften. Dann lebte er bei seinem Vater in Wien und nahm im Auftrag fürstlicher Häuser deren Vertretung am kaiserlichen Hofe wahr.
1723 erhielt er den Titel eines hessischen darmstädtischen geheimen Legationsrates, wurde 1729 Hof- und Kanzleirat in Celle und erhielt 1749 den Titel als königlicher großbritannischer geheimer Justizrat. Dem folgte 1759 eine ordentliche Beisitzerstelle am Hofgericht in Celle, die er bis zu seinem Tode wahrnahm. Er war seit 1730 verheiratet mit Luise Sara von Hugo (1714–1789), einer Enkelin Albrechts Andreas von Ramdohr. 

## Schriften
- Succincta Commentatio De Imperio Maris Adriatici Caesari. Qua Regi Dalmatarum Ac Principi Istriae Ut Et Regi Neapoleos Atque Siciliae Proprio, Sive Confutatio Scriptionis apud Londorpium T. 1. Act. Publ. Lib. II. Cap. XV. Pro Republica Venetorum Concinnatae. Lanck, Leipzig 1723, Digitalisat.
- Jus Apanagiale Sive Disquisitio De Statu Principum Ac Comitum In Germania Apanagiatorum Immediato, Huiusque, Origine, Natura, Effectu. Lanck, Leipzig 1725, Digitalisat.
- Collatio Codicis iuris Alamannici, tam provincialis, quam feudalis, eiusque antiquissimi de a. MCCCCXXXIIII cum Msto Argentorati a. MDV impresso. Ad cuius exemplar illam adornavit Joannes Meichsnerus editionem, quae prodiit Francofurti ad Moenum a. MDLXVI. Lanck Erben, Leipzig 1726, Digitalisat.

Biographie und Schriftenverzeichnis befindet sich in: Johann Friedrich Jugler: Beyträge zur juristischen Biographie oder genauere litterarische und critische Nachrichten von dem Leben und den Schriften verstorbener Rechtsgelehrten auch Staatsmänner, welche sich in Europa berühmt gemacht haben. Bd. 1, Stück 1, 1773, ZDB-ID 346918-9, S. 77–81.